# Naarda ivelona
Naarda ivelona är en fjärilsart som beskrevs av Pierre E.L. Viette 1965. Naarda ivelona ingår i släktet Naarda och familjen nattflyn. Inga underarter finns listade i Catalogue of Life.